# Alférez de Navarra
El Alférez del Reino de Navarra, del rey de Navarra o, simplemente, de Navarra era un cargo nobiliar a cuyo poseedor le correspondía, según informa la Gran enciclopedia de Navarra, «estar al frente de la milicia o guardia del monarca y le correspondía acaudillar la hueste regia cuando el soberano no podía hacerlo personalmente.»
En las versiones del Fuero General de Navarra más antiguas se establecía en las primeras disposiciones «la posesión de 100 caballerías para el alférez del reino, lo que supondría una valoración de su cuantía, dirigida al sostenimiento de un número idéntico de caballeros por cada una de ellas».

## Evolución del concepto
El título deriva de la voz árabe al faris (“el jinete”) y eran sinónimos medievales de uso frecuente los términos del latín armiger regis, signifer regis, vexillarius, es decir, “el portaestandarte”. Era el noble que tenía el privilegio de enarbolar enarbola la enseña real cuando el ejército del rey entraba en acción. Igualmente en las ceremonias palaciegas era quien empuñaba la espada del rey como símbolo de su potestad.
Bajo el término de armiger regir figura ya en la documentación del reino de Pamplona desde mediados del siglo X. La voz de alférez se utiliza en tiempos de García Sánchez III el de Nájera, desde 1040.
El Fuero General de Navarra previene que el monarca tenga alférez que ostente la enseña regia y disponga cien caballeros pagados por la corona, además compartir la mesa del rey en palacio y, «por Pascua Florida, su copa de oro o de plata, sus vestidos y su lecho; y monte un caballo valorado por lo menos en cien maravedís.»
A la muerte en 1432 de Carlos de Beaumont el título es sustituido por el de condestable, imitando a las cortes castellana y francesa.
| Siglo XII | Gonzalo Ruiz de Azagra         |
| 1174      | Fortún Almoravid               |
| 1180      | Sancho Ramírez de Piérola      |
| 1198      | Martín Íñiguez                 |
| 1207      | Almoravid                      |
| 1208      | Juan de Vidaurre               |
| 1208-1214 | Gomecio García de Agoncillo    |
| 1217-1237 | Juan Pérez de Baztán           |
| 1253-1276 | Gonzalo Ibáñez de Baztán       |
| 1277      | Sancho Fernández de Monteagudo |
| 1280-1284 | Juan Corbarán de Vidaurre      |
| 1293-1305 | Fortún Almoravid               |
| 1305-1306 | Pedro de Ayerbe                |
| 1308-1318 | Oger de Mauleón                |
| 1318-1321 | Martín de Aibar                |
| 1328      | Juan Corbarán de Lehet         |
| 1347-1368 | Martín Enríquez de Lacarra     |
| 1384-1432 | Carlos de Beaumont             |